# أريان مؤيد
أريان مؤيد (بالإنجليزية: Arian Moayed)‏ هو كاتب وكاتب سيناريو ومخرج وممثل أمريكي، ولد في 15 أبريل 1980 في الولايات المتحدة. من الجوائز التي نالها جائزة المسرح العالمي سنة 2011.

## أعمال

### أفلام
- (2015) روك ذا كاسباه[5]

## جوائز وترشيحات
جوائز
- جائزة المسرح العالمي (2011)

ترشيحات
- جائزة توني لأفضل ممثل في مسرحية [الإنجليزية]‏ (2011)

## وصلات خارجية
- أريان مؤيد على موقع IMDb (الإنجليزية)
- أريان مؤيد على موقع قاعدة بيانات الأفلام العربية
- أريان مؤيد على موقع ألو سيني (الفرنسية)
- أريان مؤيد على موقع أول موفي (الإنجليزية)
- أريان مؤيد على موقع قاعدة بيانات برودواي على الإنترنت (الإنجليزية)
- أريان مؤيد على موقع قاعدة بيانات الفيلم (الإنجليزية)
- أريان مؤيد على موقع كينوبويسك (الروسية)